# 小行星5814
小行星5814（英語：5814）是一颗围绕太阳公转的小行星。1988年12月11日，上田清二、金田宏在钏路市发现了此天体。
这颗小行星的绝对星等为312.6753439508784等。